# Aetius Amidenus
Aëtius Amidenus (Αέτιος Αμιδηνός i klassisk grekiska) eller Aëtius från Amida var en bysantinsk läkare och medicinsk skriftställare. Hans levnadsår är inte säkra, men hans verk kan dateras till sent 400-tal eller tidigt 500-tal e.Kr.
Aëtius, som troligen var kristen, växte upp i Amida (numera Diyarbakir) i Mesopotamien och studerade i Alexandria, som vid den tiden var ett medicinskt centrum och verkade senare i Konstantinopel. Hans arbete Sexton böcker om medicin (Βιβλία Ιατρικά Εκκαίδεκα i klassisk grekiska) anses huvudsakligen vara en sammanställning av tidigare medicinska författares arbeten, exempelvis Galenos och Oribasius. Verket är en viktig källa till nutida kunskap om den klassiska antika medicinen, eftersom den innehåller goda sammandrag av verk, bland annat från biblioteket i Alexandria, som nu gått förlorade.

## Översättning
Denna artikel är ett sammandrag av motsvarande artikel på engelskspråkiga Wikipedia.